# Жерновец (Орловская область)
Жернове́ц — село в Троснянском районе Орловской области России. Входит в состав Жерновецкого сельского поселения.

## География
Село находится в южной части Орловской области, в лесостепной зоне, в пределах центральной части Среднерусской возвышенности, к северу реки Ракитня, на расстоянии примерно 6 км (по прямой) к северо-северо-западу (NNW) от села Тросна, административного центра района. Абсолютная высота — 238 м над уровнем моря. Через населённый пункт проходит федеральная автотрасса М2.
Климат
Климат характеризуется как умеренно континентальный с умеренно морозной зимой и тёплым летом. Средняя многолетняя температура самого холодного месяца (января), составляет −9,7°С, температура самого тёплого (июля) — +19°С. Среднегодовое количество атмосферных осадков — 540 мм.
Часовой пояс
Село Жерновец, как и вся Орловская область, находится в часовой зоне МСК (московское время). Смещение применяемого времени относительно UTC составляет +3:00.

## Население
| 2002 | 2010 |
| ---- | ---- |
| 138  | ↗148 |

Половой состав
По данным Всероссийской переписи населения 2010 года в гендерной структуре населения мужчины составляли 44,6 %, женщины — соответственно 55,4 %.
Национальный состав
Согласно результатам переписи 2002 года, в национальной структуре населения русские составляли 97 % из 138 чел.